# Nemîlnea, Novohrad-Volînskîi
Nemîlnea (în ucraineană Немильня) este un sat în comuna Kîkova din raionul Novohrad-Volînskîi, regiunea Jîtomîr, Ucraina.

## Demografie
Componența lingvistică a localității Nemîlnea
     Ucraineană (99,61%)
     Alte limbi (0,39%)
Conform recensământului din 2001, majoritatea populației localității Nemîlnea era vorbitoare de ucraineană (99,61%), existând în minoritate și vorbitori de alte limbi.